# Gerbert Martí Mitjana
Gerbert Martí Mitjana   (Barcelona, 3 de maig de 1991) és un jugador de bàsquet català. Mesura 2,03 metres i juga en la posició d'aler pivot.

## Carrera esportiva
Va començar la seva formació al planter del Sant Josep de Badalona, passant a formar part després de les categories inferiors del Club Joventut Badalona, a l'edat infantil. igual que el seu inseparable company d'equip Marc Blanch. Va ser un dels jugadors més destacats en les categories inferiors de la Penya, a la qual va arribar en edat infantil. La temporada 2009 va fer el salt al Club Bàsquet Prat, equip vinculat a la Penya a LEB Plata, on hi va jugar fins al 2013. La temporada 2013-2014 es converteix en jugador del Bàsquet Club Andorra, de LEB Or. Hi jugaria només durant una temporada abans de tornar novament al Prat, qui ja havia assolit l'ascens de categoria i també competia a LEB Or.